# 竹本忠雄
竹本 忠雄（たけもと ただお、1932年7月24日 - ）は、日本の仏文学者、文芸評論家。筑波大学名誉教授、コレージュ・ド・フランス元招待教授。

## 略歴
1932年7月24日に大阪府で生まれ、東京で育つ。
東京教育大学で仏文専攻の後、卒業。鈴木大拙に師事。1963年フランス政府給費留学生として渡仏し、ソルボンヌ大学に籍をおき、ジャン・グルニエ教授に學ぶ。
専門はフランス文学。アンドレ・マルローの研究家として国際的に著名。パリ第一回滞仏期 (1963-1974) において、ヨーロッパ中心に多くの講演を行う。フランス政府より「文芸騎士勲章」、コレージュ・ド・フランス章を受章。
2012年9月5日、竹本、三宅久之、金美齢、すぎやまこういちなど保守系の著名人28人は、同年9月の自由民主党総裁選挙に向けて、「安倍晋三総理大臣を求める民間人有志の会」を発足させた。同日、同団体は安倍晋三の事務所に赴き、出馬要請をした。9月26日、総裁選が実施され、安倍が当選した。

## ヨーロッパ活動年譜
第一回滞仏期 (1963-1974)
- 1963年（31歳）、仏政府給費留学試験仏文学コースに仏語作文一位で入学。春、渡欧。鈴木大拙による出光美術館コレクションの禅画欧州巡回展カタログの仏訳。その展覧会の随行として、ロンドン展、ハーグ展を回る。全欧州の美術館巡りをする。
- 1964年（32歳）11月、ソルボンヌ大学美学主任教授ジャン・グルニエ の指導のもと「サクレとネアン」（聖なるものと無）の論文。後年、この論文は、『反世界への超降／ 聖なるものと無』（美術公論社、1978年）として出版。
- 1965年（33歳）、パリを中心に、文芸美術の批評、講演活動の開始。イタリア、トリノの美術誌『D'ars』、4月号に「禅」を、同10月号に「東洋現代界絵画の引き裂かれた空間」を発表。
- 1966年（34歳）、三島由紀夫との交流がはじまる。ここから、三島と交流のあった詩人高橋睦郎、横尾忠則、澁澤龍彦、金子国義、中村哲郎等が、日本から来訪し親交を持つ。
- 1967年（35歳）1月、ル・アーブル文化会館で「雨月物語と日本の幻想世界」講演。10月19日、銅版画の長谷川潔を訪ね、一代記の書き取りはじめ、2年後『長谷川潔回想録』を完成。11月、外務省の委嘱により、ソ連体制下のルーマニアに派遣。ブカレスト国立美術館で開催中の「日本現代版画展」コミッショナーとして人民大学で「国際スタイルのかなた／日本現代版画展に寄す」を講演。ルイ・アラゴン選、ジョアン・ミロ等の7人の画家と7人の詩人の本『Paroles Peintes』に、詩「Le Tireur à l'arc ou le Commencement de l'Amour 」が選ばれる。後に詩集『Concerto』（思潮社、1994）に採録。
- 1968年（36歳）2月、パリ「人間と認識」協会で禅文化をめぐり連続講演。7月、パリ大学都市で「現代日本建築における想像的空間」講演。ルーマニア美術誌『アルタプラスティカ』に評論「インターナショナルスタイルのかなた／日本現代版画は何に答えようとするのか」を発表。フランス文芸新聞『レットルフランセーズ』に評論「現代日本美術と伝統」を発表。エディション／エルヌ社 (Herne)「ド・ゴール特集」において、「一剣を磨く／フランスと日本」を発表。
- 1969年（37歳）、ジャン・グルニエの薦めで、エディション／エルメス社（Hermès）でエッセイ「空無と芸術」を発表。4月、イタリア、ミラノのコルティナ画廊で「日本の美術と建築における連続と断絶」講演。6月、日本大使館の委嘱により、ミュルーズ市主催の日本美術展コミッショナー及び開幕記念講演「日本的霊性とその展開」。日本大使館の文化技術顧問として初めて民間から起用される。ユネスコの委嘱により、南仏エクス・アン・プロヴァンスでアンドレ・マッソンと会見し、「アンドレ・マッソンとの対話」を執筆。11月、ヴェリエールにてアンドレ・マルローと初めての対話。
- 1970年（38歳）3月、フラテルニテ・モンディアル（Fraternité mondiale）協会主催講演「象徴と神話／日本文化の展開」が評価され、文芸誌『ヌーベル・リテレール』にて講演家として認められる。7月、フランス語圏国際誌『フランコフォーニー』(la Francophonie) に、評論「アンドレ・マルローと日本」を掲載。後にマルロー研究誌『マルロー・メランジュ』(1972) に採録。10月、ついに面識なく終わった三島由紀夫から献辞つきの小説『豊穣の海』が送られてくる。その当時の三島への想いを『パリ憂国忌』（日本教文社）に記す。12月7−13日『フィガロ (新聞)』(Le Figaro)の三島由紀夫追悼特集に「ある歌舞伎ヒーローのパラドックス」（Le paradoxe d'un acteur d'un Kabuki）掲載。澁澤龍彦に賞賛される。
- 1971年（39歳）3月、『ル・モンド』(Le Monde)に、評論「解放の笑い／寒山からジョルジュ・バタイユまで」（Le rire libérateur de HanShan à Georges Bataille）の掲載により、同新聞社から依頼を受け、「我は他者なりや／川端康成、安部公房、大江健三郎の日本三小説家作品」（4月19日）、「自らの起源を索める民族、日本」（1973年5月13／14日）を寄稿し、在パリ文芸評論家として定評を得る。5月5日、恩師ジャン・グルニエの葬儀。5月、ブルージュ武術協会において「肚について」を講演。6月22日、ベルリンを経て来訪した黛敏郎とともに「パリ憂国忌」 を主催する。エール・フランス機内誌『アトラス』10月号に「神道／鏡の霊性」（Le shintô/ La spirutialité d'un miroir）掲載し、フランスに伊勢神宮の写真西行などを紹介する。10月1日、昭和天皇の御来仏前夜、フランスラジオのインタビューで天皇とマッカーサーの会見秘話を語る。10月2日、昭和天皇と皇后を日本大使館公邸にて、在留邦人二百人余とともに迎える。
- 1972年（40歳）5月3日、マルローとの第二の対話。その内容の独占会見を『週刊産経』に掲載。
- 1973年（41歳）12月、ド・ゴール研究機関誌『ラペル』（ラペル）に、マルロー「日本における死／竹本忠雄との対話」が掲載され、後の『マルロー全集』6巻プレイアード叢書（André Marlaux『André Malraux Œuvres complètes, VI Essais』, edition/la Pléiade, 2010） に収録。
- 1974年（42歳）3月22日、マルローとの第三の対話。4月、フランス最高の文芸批評誌『NRF』に評論「ミシマ対バタイユ」（Michima pour ou contre Bataille）を発表。11年間のパリ生活を収めて帰国する。

帰国期 (1974-2001)
- 1974年（42歳）5月15日、最後の訪日中のマルローによる明仁皇太子・美智子妃への進講が東宮御所で実現され、2時間その通訳を務める。5月27日出光美術館において、出光佐三を、マルローに紹介。5月27日、那智滝でマルローの感応する光景を見る。翌々日、伊勢神宮に同行し、マルローの忘我を見る。このマルロー訪日の3週間の同行中、誓ってこの出来事を伝えようと決意する。6月1日、ホテルオークラでマルローとの第四の対話。パリを再訪し、第五の対話。
- 1975年（43歳）4月13日、マルローとの第六の対話。11月24日、マルローとの第七の対話。
- 1976年（44歳）4−5月、ユネスコ創設30周年記念『パリ日本祭』の企画を委嘱され、日本アジアユネスコ事務局長として、アイヌ「ユーカラ」劇、「日本空想美術館展」、パノラマ展「南蛮渡来から原爆まで」を企画し、パリのユネスコ本部で公開する。特にヨーロッパ初の原爆展は、大反響であった。浦上天主堂の「被爆した天使像」のイサム・ノグチ庭園美術館での永久保存開幕式にて、日本発のメッセージを世界に伝えた。マルローの書き下ろしエッセイ『ネオクリティック』に協力寄稿。マルロー夫人監修の『マルロー存在と言葉』に「マルローと日本／滝の下での出遭い」を寄稿。マルロー曰くの、協力の書であった。5月2日、マルローとの第八／最後の対話。11月23日、マルロー没。フランスの国営ラジオ、フランス・キュルチュール (France culture) の「マルローへの畏敬」放送で、追悼を述べる。
- 1978年（46歳）5月、ジャン＝マリー・ドロー (Jean-Marie Drot) 監督映画『マルローとの空想の旅日記／日本篇』（Journal de voyage avec André Malraux à la recherche des arts du monde entier, série documentaire 13 épisodes） ロケ協力出演。11月、完成映画は朝日講堂にて『アデュー・マルローの夕べ』にて上映。フランスにおいてもロングランを記録。ドロー監督の同シリーズ全13本は「世界美術映画祭グランプリ」を受ける。マルロー没後2年を記念し出光佐三に提案し、出光美術館においてフランス政府全面協力のもと大規模な『アンドレ・マルローと永遠の日本』展を実現する。
- 1982年（50歳）、フランスの国営ラジオ、フランス・キュルチュール (France culture) からの委嘱で、『秘境日本を尋ねて』（à la recherche de Japon secret）を構想し、三週間にかけてフランス・キュルチュールのオリヴィエ・ジェルマントマ (Olivier Germain-Thomas) の取材班を、飛騨高山から出雲を経て高野山まで案内する。『豊穣の海』の大神神社から『黒蜥蜴』の舞台中継までの三島由紀夫コースも含む制作は、フランスで大当たりになり、何度も再放送されている。エディション／エルヌ社 (Herne) に「我らの対話、彼岸まで」（Notre dialogue continue à travers l'aude-là）を寄稿。
- 1984年（52歳）11月、筑波大学において、フランス・キュルチュール (France culture) との共催国際シンポジユム『科学・技術と精神世界』を稲盛和夫全面協力のもと、事務局長を務め実現した。会討議内用は、フランス側では『認識への道』（Les voies de la conscience）と題して、20時間放送されるも、日本では特別放送皆無であった。この会議内容は、日本語版『科学・技術と精神世界』全五巻（1986-1987、青文社） として、フランス語版 『認識への道』（Les voies de la conscience）（エディション／アルバン・ミッシェル社）として出版。
- 1986年（54歳）、マルロー十周忌にローマのヴィラ・メディチ家で開催された『マルロー詩人？予言者？芸術のメタフィジシィァン？』会議に画家バルチュス、ルーブル美術館館ジャン・レマリー等と招かれて参加。ヴィラ・メディチ家発行アルバムに論考掲載。11月、パリド・ゴール研究所主催『ド・ゴールとマルロー 二重肖像』会議に招かれ、「文武両道の理想／日本におけるド・ゴールとマルロー」（L'idéal de la double voie des arts littéraires et militaires）を発表。『ド・ゴールとマルロー 二重肖像』（エデッション／ブロン社）に、論考収録。
- 1987年（55歳）4月、モーリス・ベジャール（Maurice Béjart）の新作バレエ『マルロー／神々の変貌』 が、テアトル・ド・パリ（Théâtre de Paris）で公演され、プログラムにマルロー「日本における死／竹本忠雄との対話」が掲載。
- 1988年（56歳）11月、ベジャールの新作バレエ『マルロー／神々の変貌』日本公演。11月、コレージュ・ド・フランスに招待され、『アンドレ・マルローと那智の滝』（André Malraux et la cascade de Nachi）を5回連続講演して大反響を得る。パリ、ジェルヤール社より講義録『アンドレ・マルローと那智の滝』（André Malraux et la cascade de Nachi） が出版される。フランスのレジスタンス戦士で在日記者界のアルフレッド・ズムラーに依頼し、『反日悪宣伝』（L'intoxication anti-japonaise）（長塚隆二他訳）と『アウシュビッツ186416号日本に死す』（竹本、吉田共訳）書き下ろしてもらう。前者は、1992年にスイスのラージュ・ドム社で出版される。
- 1990年（58歳）10月、リスボンで開かれたヨーロッパ文化センター主催『ヨーロッパと世界／文化の対話』に招待され、マリオ・ソアレス大統領等の前で日本文化の世界的使命を講演。講演録は、英、仏、葡語でジュネーブのEUROPE MODE誌に10月掲載。和訳『りんブックス3 日本の元型』（新星書房）。恩師ジャン・グルニエを偲びエッセイ「月おちて天を離れず」（La lune à son déclin ne quitte pas le ciel）を、ジャック・アンドレ主幹『ジャン・グルニエ手帳』（エデッション／フォル・アヴォワーヌ社）に寄せる。その和文は『新潮』2003年3月に掲載。
- 1996年（64歳）11月23日、マルロー二十周忌、フランス政府主催「マルローパンテオン奉祀祭」にジャック・シラク大統領に招待され参列。
- 1997年（65歳）、仏語原文『マルローとの対話』（André Malraux : entretiens avec Tadao Takemoto）を、エデッション／オ・シーニュ・ド・ラ・リコンヌ (Au signe de la Licone) 社より刊行。
- 2000年（68歳）9月、東京の倫理研究所で開催された『ユダヤ教文化と神道文化の対話』（L−H陽光出版）に参加、「天八繁雲より降った根源的神聖」（Tha Hand of Yahue and the August Sprit of God Itsu-no-chi-The Holy through the Multilayered Clouds of Heaven）を発表。12月、日英バイリンガル『再審「南京大虐殺」 世界に訴える日本の冤罪』（The alleged Nanking Massacre-japan's rebuttal to Chinas's forged claims）（明成社）より刊行。

第二回滞仏期 (2001-2007)
- 2001年（69歳）9月、アメリカ同時多発テロ事件直後にパリに小旅行。事件に便乗したフランスの新聞「イスラム・カミカゼは日本特攻よりまし」という記事をみて、極度の歪曲反日主義表明に驚き、新たなる日本の真実紹介が必要と痛感する。アルベールパルマ著『芸道／サムライからマーシャル・アーチストへ』（エデッション／アルバン・ミッシェル社）に序文「騎士道精神いま」（Actualité de l'esprit chevaleresque）を寄せる。
- 2002年（70歳）9月19日、皇后美智子の和歌紹介のため、渡仏しパリで翻訳に着手する。11月30日、アレクサンドル・デュマ パンテオン奉祀祭」にシラク大統領より招かれて参列。その夜の体験から／小説「モンテ・クリストの夜」執筆。後、2003年3月『新潮』に掲載。
- 2004年（72歳）、エッセイ「モ・デタクセ」（Mots détaxés）を『ヨーロッパ』誌1-2月号「ジャン・グルニエ特集」に寄稿。
- 2005年（73歳）4月8日、『ル・モンド』(Le Monde)の「南京大虐殺」特集記事に抗議するも、黙殺。6月17日、保守系電波の「ラジオ・クールトワジー」(Radio Courtoisie) のジャン=ジル・マリアラキス (Jean-Gilles Malliarakis) より招待され、「反日悪宣伝をやめさせるために」と銘うった90分間の生放送に出演。後、日本政策研究センターより、同題小冊子。隔月刊ムック『NRH』に「新歴史論」（11月号）、ドミニック・ヴェルネールによる「竹本忠雄との対話／三島ニヒリズムへの応答」（12月号）掲載。
- 2006年（73歳）5月、皇后の和歌五十三首を仏訳した歌集『セオト／せせらぎの歌』（séoto Le chant du gué）をエディション／シグナトゥラ社 (Signatura) より刊行。平林博大使公邸で出版記念会。シラク大統領をはじめ、大きな感銘を呼び、アフリカまでひろがる。
- 2007年（74歳）2月、『フィガロ (新聞)』(Le Figaro) に「武士道の戦い」をコメントする。ヨーロッパの「歴史に自由を」運動を調査し、『日本の息吹』4−5月号に報ずる。フランス通信より、『日本の文化人宣言』（La déclaration des hommes culture japonaise）を77人署名で全仏メディア2000社に発信。テキスト全文が、テレビ局アルテのブログに常時掲載され、参照件数1万件以上（2012年）の新記録を更新中。11月8日、ジュネーブ大学（Université de Genève）と日本大使館友の会で「武士道と日本的霊性／武術の場合」を講演。12月31日、5年3か月の2回目パリ長期滞在を終えて帰国。

最終帰国後（2008−） 
- 2008年（76歳）5月、『セオト／せせらぎの歌』（séoto Le chant du gué）にフランスでの出版反響などの後記「祈りとポエジー」を加え、日本で『皇后美智子さま 祈りの御歌』（扶養社）を刊行。6月6–7日、秋田国際教養大学で、『マルロー・コロキアム』開催。記念講演「マルローと日本的霊性」（André Malaux et la spiritualité japonais）を行う。
- 2014年（81歳）3月、伊勢神宮遷宮年にあわせ、マルローの提唱「ルーツ対ルーツの対話」に基づき、笹川日仏財団の特別協力により伊勢の皇學館大学において『日仏シンポジュウム／ルーツ対ルーツの対話』をおこなう。日仏語同時出版『大和心の鏡像／日本と西洋2つの空が溶け合うとき』（勉誠出版）L'âme japonaise en miroir（Médicis Entrelacs）。

## 著書

### 単書
- 『反世界への超降 聖なるものと無』（美術公論社、1978年）
- 『アンドレ・マルロー 日本への証言』（美術公論社、1978年）
- 『パリ憂国忌 三島由紀夫vsヨーロッパ』（日本教文社、1981年、増補版2002年）
- 『Concerto : poèms 1959〜68』（思潮社、1994年）
- 『マルローとの対話―日本美の発見』（人文書院、1996年）
- 『ル・武士道』（扶桑社、2004年）
- 『皇后宮（きさいのみや）美智子さま 祈りの御歌』（扶桑社、2008年／海竜社、2011年）
- 『めぐりきて蛍の光 深川や五十年の波めぐりきて今日に耀ふ蛍の光』（高木書房、2008年）
- 『天皇 霊性の時代』（海竜社、2008年）
- 『秘伝ノストラダムス・コード 逆転の世界史』（海竜社、2011年）
- 『天皇皇后両陛下 祈りの二重唱』（海竜社、2012年）
- 『大和心の鏡像　日本と西洋二つの空が溶け合うとき』（勉誠出版、2014年）
- 『平成の大御代 両陛下永遠の二重唱』（勉誠出版、2020年）
- 『宮本武蔵 超越のもののふ　武士道と騎士道の対話へ』（勉誠出版、2020年）
- 『未知よりの薔薇』（勉誠出版 全8巻、2021年）、回想記
- 『千曲川のほとりにて―二十歳代　詩作ノート』（勉誠出版、2022年）、解説安倍三﨑

#### 小冊子
- 『明治 閃光の記憶』明成社、2000年。講演録
- 『アンチヤマトイズムを止めよ! 中国に付和雷同するフランスの反日メディアに抗議』日本政策研究センター、2005年。ブックレット
- 『われ、日本をかく語れり ヨーロッパ講演・対話集』吉田好克校訂 倫理研究所・倫理文化研究叢書 2012年。ブックレット

### 共編著
- 『現代世界美術全集 17 シャガール』集英社 1970年。座右宝刊行会編
- 『新潮美術文庫 35 モロー』新潮社 1975年
- 『科学・技術と精神世界 日仏協力筑波国際シンポジウム』 全5巻 湯浅泰雄共編 青土社 1986年-1987年
- 『ニューサイエンスと気の科学』湯浅泰雄共編 青土社 1993年
- 『再審「南京大虐殺」 世界に訴える日本の冤罪』（大原康男共著、明成社、2000年） - 映画「南京の真実」の賛同者である。
- 『霊性と東西文明　日本とフランス－「ルーツとルーツ」対話』（勉誠出版、2016年） - 24名による討議

### 翻訳
- マルロー『ゴヤ論 サチュルヌ』新潮社 1972年
- 『芸術の変貌 マルローをしのぶ夕べ』朝日新聞社 1977年
- マルロー『反回想録』新潮社（2冊組） 1977年
- ブライアン・D.ジョセフソンほか『量子力学と意識の役割』監訳 たま出版 1984年 科学と意識シリーズ
- 池見酉次郎ほか『神経・心理・生理学と意識の諸状態』監訳 たま出版 1985年 科学と意識シリーズ
- カール・A.マイヤーほか『意識における心霊の顕現』監訳 たま出版 1986年 科学と意識シリーズ
- ヴライク・イオネスク『ノストラダムス・メッセージ 1・2』角川書店 1991年-1993年
- アルフレッド・スムラー『アウシュヴィッツ186416号 日本に死す』吉田好克共訳 扶桑社 1995年

### フランス出版
- Le Paroxysme et la sérénité dans l'art japonaisi, Impr. C.R.D.P., 1969
- La métamorphose des dieux, Gallimard, 1974
- NOUVELLE REVUE FRANCAISE (LA) [No 256] du 01/04/1974 - TEXTES DE EKELOF - MENUIET - JUDRIN - THINES - MESCHONNIC - MALLET - PRALUS - TADAO TAKEMOTO - YUKIO MISHIMA , 1974
- André Malraux et la cascade de Nachi, Julliard, 1989
- André Malraux entretiens avec Tadao Takemoto précédés de Les Cours du ChaosL, Au signe de la Licorne, 1997
- Sé-oto : Le chant du gué, Editions Signatura, 2006
- L'âme japonaise en miroir, Médicis Entrelacs, 2014